# Saison 16 d'American Dad!
Chronologie
Saison 15 Saison 17
La seizième saison d'American Dad! est diffusée pour la première fois aux États-Unis sur la chaîne TBS entre le 15 avril 2019 et le 26 août 2019.

En France, elle a été diffusée pour la première fois à la télévision sur MCM.

## Épisodes
| № | #  | Titre                                                                 | Réalisation                    | Scénario                      | Première diffusion | Code de prod. | Audience |
| --- | -- | --------------------------------------------------------------------- | ------------------------------ | ----------------------------- | ------------------ | ------------- | -------- |
| 257 | 1  | Donjons et baseball Fantasy Baseball                                  | Jansen Yee                     | Tim Saccardo                  | 15 avril 2019      | DAJN01        | 0,77     |
| Steve essaie de se lancer dans le baseball pour se rapprocher de son père. |    |                                                                       |                                |                               |                    |               |          |
| 258 | 2  | Télé-achat du troisième type I Am the Jeans: The Gina Lavetti Story   | Joe Daniello                   | Nicole Shabtai                | 22 avril 2019      | DAJN02        | 0,70     |
| Francine essaie d'être la meilleure amie d'un des personnages de Roger qui vend son jean fait maison à la télévision. Stan et Steve échangent leurs sourcils.                                                                                  |    |                                                                       |                                |                               |                    |               |          |
| 259 | 3  | Stan & Francine & Connie & Ted                                        | Pam Cooke et Valerie Fletcher  | Jeff Kauffmann                | 29 avril 2019      | DAJN03        | 0,82     |
| Steve présente Stan et Francine aux parents de Barry et Steve le regrette. Roger devient aveugle. |    |                                                                       |                                |                               |                    |               |          |
| 260 | 4  | La télé cathodique Rabbit Ears                                        | Tim Parsons et Jennifer Graves | Brett Cawley et Robert Maitia | 6 mai 2019         | DAJN04        | 0,82     |
| Stan est obsédé par une émission de télévision des années 60 après avoir décroché un téléviseur d'occasion. Roger décide de vivre comme un bébé et que la famille s'occupe de lui.                                                             |    |                                                                       |                                |                               |                    |               |          |
| 261 | 5  | Jeff et l'usine super cool de beuh Jeff and the Dank Ass Weed Factory | Chris Bennett                  | Joe Chandler et Nic Wegener   | 13 mai 2019        | DAJN05        | 0,82     |
| Jeff remporte la visite d'une mystérieuse usine de fabrication d'herbe et y emmène Stan. |    |                                                                       |                                |                               |                    |               |          |
| 262 | 6  | Les meilleurs amis du monde Lost Boys                                 | Josue Cervantes                | Joel Hurwitz                  | 20 mai 2019        | DAJN06        | 0,75     |
| Roger rompt l'amitié de Steve avec Snot, Barry et Toshi. Jeff se rend compte qu'il a un don pour faire tourner les maisons et fait participer Stan, Francine et Hayley.                                                                        |    |                                                                       |                                |                               |                    |               |          |
| 263 | 7  | Alerte requin ! Shark?!                                               | Shawn Murray                   | Jordan Blum & Parker Deay     | 27 mai 2019        | DAJN06        | 0,76     |
| Stan demande à Roger de se faire passer pour un requin pour aider Steve à surmonter ses peurs. Danuta, l'amie de Hayley, s'intéresse à Klaus pour des raisons romantiques.                                                                     |    |                                                                       |                                |                               |                    |               |          |
| 264 | 8  | Le travail c'est la santé The Long March                              | Rodney Clouden                 | Charles Suozzi                | 3 juin 2019        | DAJN08        | 0,73     |
| Hayley et Jeff s'installent dans une camionnette et commencent à mener leur vie sur la route. Francine et Steve sont hantés par un chauffeur d'Uber qu'ils ont mal noté.                                                                       |    |                                                                       |                                |                               |                    |               |          |
| 265 | 9  | Sciure un fil The Hall Monitor and the Lunch Lady                     | Jansen Yee                     | Zack Rosenblatt               | 10 juin 2019       | DAJN09        | 0,81     |
| Steve s'infiltre comme surveillant de salle de classe ; Roger et Stan deviennent victimes de catatonie après avoir été témoins d'un horrible accident d'escalator.                                                                             |    |                                                                       |                                |                               |                    |               |          |
| 266 | 10 | Ouvrez la cage aux oiseaux Wild Women Do                              | Joe Daniello                   | Marc Carusiello               | 17 juin 2019       | DAJN10        | 0,79     |
| Jeff est obligé d'emmener Francine pour une nuit pas si sauvage en ville. Klaus oblige Steve à regarder ses impressions sur les célébrités. |    |                                                                       |                                |                               |                    |               |          |
| 267 | 11 | Divorce à l'irlandaise An Irish Goodbye                               | Pam Cooke & Valerie Fletcher   | Laura Beason                  | 24 juin 2019       | DAJN11        | 0,69     |
| Francine aide Hayley à faire une pause dans son couple. Stan et Jeff font semblant d'être des pionniers. |    |                                                                       |                                |                               |                    |               |          |
| 268 | 12 | Bêtes de scène Stompe Le Monde                                        | Tim Parsons & Jennifer Graves  | Zack Rosenblatt               | 1er juillet 2019   | DAJN12        | 0,63     |
| Stan achète les droits d'un spectacle de Broadway après avoir hérité de l'argent d'un oncle décédé. |    |                                                                       |                                |                               |                    |               |          |
| 269 | 13 | Envoyez la sauce ! Mom Sauce                                          | Chris Bennett                  | Sasha Stroman                 | 8 juillet 2019     | DAJN13        | 0,65     |
| La vie de Steve est bouleversée lorsque Snot devient riche après que sa mère ait commencé à vendre une nouvelle sauce de trempage. Klaus, Stan, Roger et Jeff deviennent des mannequins pour les défilés de mode dans les centres commerciaux. |    |                                                                       |                                |                               |                    |               |          |
| 270 | 14 | Vive les gens bons Hamerican Dad!                                     | Josue Cervantes                | Sam Brenner                   | 15 juillet 2019    | DAJN14        | 0,85     |
| Stan laisse Roger rejoindre son club après quelques hésitations et doit regarder Roger séduire les autres membres du club un par un. Francine, quant à elle, veut faire peur à Greg, son voisin d'à côté.                                      |    |                                                                       |                                |                               |                    |               |          |
| 271 | 15 | Mon père, ce pilote Demolition Daddy                                  | Shawn Murray                   | Paul Stroud                   | 22 juillet 2019    | DAJN15        | 0,76     |
| Roger découvre que le défunt père de Snot était un conducteur de Demolition Derby. Haley emmène Steve en voyage sur la route pour qu'il apprenne à conduire.                                                                                   |    |                                                                       |                                |                               |                    |               |          |
| 272 | 16 | L'échec avant tout Pride Before the Fail                              | Rodney Clouden                 | Soren Bowie                   | 29 juillet 2019    | DAJN16        | 0,69     |
| Roger essaie de forcer Hayley à obtenir son diplôme pour qu'il puisse emménager dans sa chambre. Pendant ce temps, Klaus répare la voiture de Francine.                                                                                        |    |                                                                       |                                |                               |                    |               |          |
| 273 | 17 | J'irai au bout de tes rêves Enter Stanman                             | Jansen Yee                     | Jeff Kauffmann                | 5 août 2019        | DAJN17        | 0,76     |
| Roger aide Stan à entrer dans les rêves de Francine après qu'il s'est inquiété de leur contenu. |    |                                                                       |                                |                               |                    |               |          |
| 274 | 18 | Pas de mariage et un enterrement No Weddings and a Funeral            | Joe Daniello                   | Tim Saccardo                  | 12 août 2019       | DAJN18        | 0,73     |
| Klaus décide de quitter la famille Smith à la suite d'une insulte de trop. |    |                                                                       |                                |                               |                    |               |          |
| 275 | 19 | Tête à clou Eight Fires                                               | Pam Cooke & Valerie Fletcher   | Brett Cawley & Robert Maitia  | 19 août 2019       | DAJN19        | 0,75     |
| Roger aide Francine à faire sa mauvaise cuisine en l'emmenant sur une île isolée de Patagonie. Stan reçoit un clou dans la tête et ne peut plus parler.                                                                                        |    |                                                                       |                                |                               |                    |               |          |
| 276 | 20 | La main qui berce le Rogu The Hand That Rocks the Rogu                | Tim Parsons & Jennifer Graves  | Jordan Blum & Parker Deay     | 26 août 2019       | DAJN20        | 0,68     |
| Steve veut prouver à Francine qu'il est maintenant assez responsable pour faire du baby-sitting. C'est pourquoi il veut aussi garder l'ancienne tumeur de Roger, Rogu.                                                                         |    |                                                                       |                                |                               |                    |               |          |